# Давид Яролим
Давид Яролим (на чешки: David Jarolím) е чешки футболист, роден на 17 май 1979 в Часлав, Чехия. Капитан на Хамбургер.

## Кариера
Давид Яролим прекарва част от детството си във Франция, защото баща му Карел Яролим е футболист във френската втора дивизия. Като юноша Яролим играе във ФК Руан и Славия Прага. През 1997 отива в Германия в отбора на Байерн Мюнхен, където изиграва един мач за първенство и един в Шампионската лига. В периода 2000 – 2003 играе в Нюрнберг, където има 73 мача в Първа и Втора Бундеслига и четири за Купата на Германия. След това преминава в Хамбургер. С този отбор има 108 мача за първенство, три в Шампионската лига през сезон 2006/2007 и осем за Купата на УЕФА през сезон 2005/2006 (един от тях срещу ЦСКА София). В турнира за купата на УЕФА Яролим изиграва исторически мач – на 15 декември 2005 в мача със Славия Прага се изправя срещу брат си Лукаш и баща си Карел (треньор на отбора). Хамбургер печели с 2:0.
Според статистиката Яролим е един от най-често фаулираните играчи в Бундеслигата.
В националния отбор дебютира на 8 октомври 2005 срещу Холандия.

## Успехи
- Вицешампион на ЕП за младежи през 2000 г.
- Носител на Купата УЕФА Интертото през 2005 и 2007 г.

## Любопитно
- Футболен идол: баща му Карел и брат му Лукаш
- Хобита: тенис и кино